# گلن فیکارا
گلن فیکارا (انگلیسی: Glenn Ficarra) تهیه‌کننده فیلم، فیلم‌نامه‌نویس، بازیگر و کارگردان فیلم اهل ایالات متحده آمریکا است.
از فیلم‌ها یا برنامه‌های تلویزیونی که وی در آن نقش داشته است، می‌توان به دیوانه‌وار، احمقانه، عشق، گربه‌ها و سگ‌ها و تمرکز اشاره کرد.